# Kuloj (přítok Vagy)
Kuloj, Kula (rusky Кулой nebo Кула) je řeka ve Vologdské a v Archangelské oblasti v Rusku. Je dlouhá 206 km. Povodí řeky je 3300 km².

## Průběh toku
Odtéká ze Sondužského jezera. Teče převážně na sever, přičemž vytváří velké zákruty. Ústí zprava do Vagy (povodí Severní Dviny).

## Vodní režim
Zdrojem vody jsou převážně sněhové srážky. Průměrný roční průtok vody ve vzdálenosti 53 km od ústí činí 8,74 m³/s. Zamrzá v říjnu nebo v listopadu, někdy až v prosinci a rozmrzá v dubnu až na začátku května.

## Využití
Řeka je splavná.